# Bilal Biat
Bilal Biat (arab. بلال بيات, ur. 11 maja 1989) – marokański piłkarz, grający jako środkowy napastnik w Union Sidi Kacem.

## Klub

### KAC Kénitra
Swoją karierę rozpoczynał w klubie KAC Kénitra. W GNF 1 zadebiutował 22 sierpnia 2011 roku w meczu przeciwko Raja Casablanca (1:0 dla KAC). Na boisku spędził 70 minut. Pierwszą bramkę strzelił 25 grudnia 2011 roku w meczu przeciwko FAR Rabat (3:1 dla zespołu ze stolicy). Do bramki trafił w 85. minucie spotkania. Łącznie zagrał 37 spotkań, w których strzelił 16 bramek.

### FAR Rabat
1 lipca 2013 roku przeniósł się do FAR Rabat za 300 tys. euro. W zespole ze stolicy Maroka zadebiutował 5 października 2013 roku w meczu przeciwko Olympique Khouribga (0:0). Na boisku pojawił się w 66. minucie, natomiast z boiska zszedł Abdessalam Benjelloun. Pierwszego gola strzelił 9 listopada 2014 roku w meczu przeciwko Olympique Khouribga (2:1 dla rywali FAR). Do siatki trafił w 79. minucie. Łącznie w Rabacie zagrał 20 meczów, w których strzelił jednego gola.

### Kawkab Marrakesz
2 lipca 2015 roku został graczem Kawkabu Marrakesz na zasadzie wolnego transferu. W tym zespole zadebiutował 12 września 2015 roku w meczu przeciwko Raja Casablanca (1:1). Zagrał całe spotkanie. Pierwszą bramkę strzelił 13 listopada 2015 roku w meczu przeciwko Olympique Khouribga (1:0). Do bramki trafił w 31. minucie. Łącznie wystąpił w 9 spotkaniach, w których strzelił jednego gola.

### Powrót do KAC Kénitra
20 stycznia 2017 roku powrócił do KAC. Ponownie zadebiutował tam 19 lutego 2017 roku w meczu przeciwko Hassania Agadir (2:2). W debiucie asystował przy golu w 42. minucie, który strzelił Habib Allah Dahmani. Łącznie rozegrał 6 meczów, strzelił jednego gola i miał dwie asysty.

### Union Sidi Kacem
1 września 2019 roku przeniósł się do Union Sidi Kacem.